# Verapaz (Chiapas)
Verapaz es una localidad del estado mexicano de Chiapas. Es parte del municipio de Frontera Comalapa.

## Demografía
| Gráfica de evolución demográfica |
|                                  |

| Censo | Población |
| ----- | --------- |
| 1940  | 53        |
| 1950  | 276       |
| 1960  | 508       |
| 1970  | 824       |
| 1980  | 1 220     |
| 1990  | 1 701     |
| 2000  | 1 901     |
| 2010  | 2 237     |
| 2020  | 2 418     |